# Stéphane Pédron
Pour les articles homonymes, voir Pédron.
Stéphane Pédron, né le 20 février 1971 à Redon (Ille-et-Vilaine) est un footballeur français, évoluant au poste de milieu offensif gauche dans les années 1990 et 2000.

## Biographie
Originaire de La Gacilly, Stéphane Pédron commence le football à Saint-Nazaire, au SNOS. Il poursuit sa carrière senior au niveau amateur, en DH à Saint-Sébastien-sur-Loire, puis en National 1 à Ancenis. Il joue au poste de milieu offensif, plutôt sur l'aile, et est un spécialiste des coups francs, possédant une frappe du pied gauche d'une efficacité redoutable.

### Révélation en deuxième division

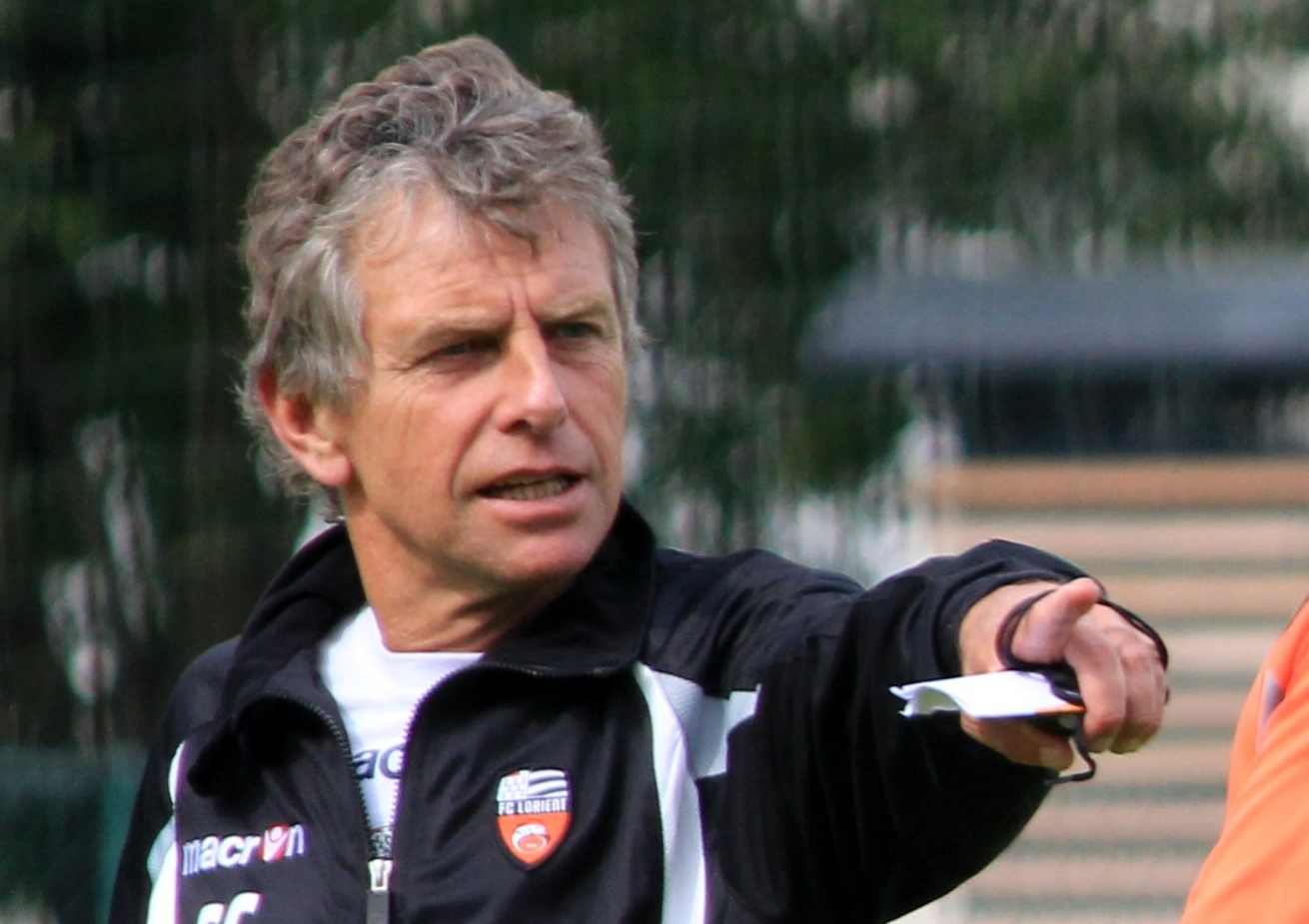
Pédron se révèle sous les ordres de Christian Gourcuff.

Passé professionnel sur le tard avec le Stade lavallois où il signe en 1994 après un essai concluant, il atteint la demi-finale de la Coupe de France en 1997, mais c'est avec le FC Lorient de Christian Gourcuff qu'il se distingue, en faisant partie de l'effectif qui monte pour la première fois dans l'élite. Le magazine France Football lui attribue l'Étoile d'or de D2 à l'issue de la saison 1997-1998 et ses pairs lui décernent le trophée de meilleur joueur de D2. Il joue un match avec l'équipe de Bretagne contre le Cameroun le 21 mai 1998 à Rennes.

### Valeur sûre de Division 1
A l'été 1999 il quitte le Morbihan après la relégation du FCL, pour rejoindre l'AS Saint-Étienne, son club de cœur depuis les années 1970,. Promus en première division, les Verts terminent à la sixième place, avant d'être relégués la saison suivante. 
Pédron signe alors au RC Lens, avec lequel il termine vice-champion de France derrière l'Olympique lyonnais en 2001-2002 au cours d'une saison remarquable des Sang et Or qui voient le titre leur échapper à la dernière journée. Pédron reçoit le trophée LNF du joueur du mois en décembre 2001, termine meilleur passeur du championnat. Il figure dans l'équipe type de D1 aux Oscars du football et dans France Football. Il participe à la Ligue des champions l'année suivante avec le RC Lens. 

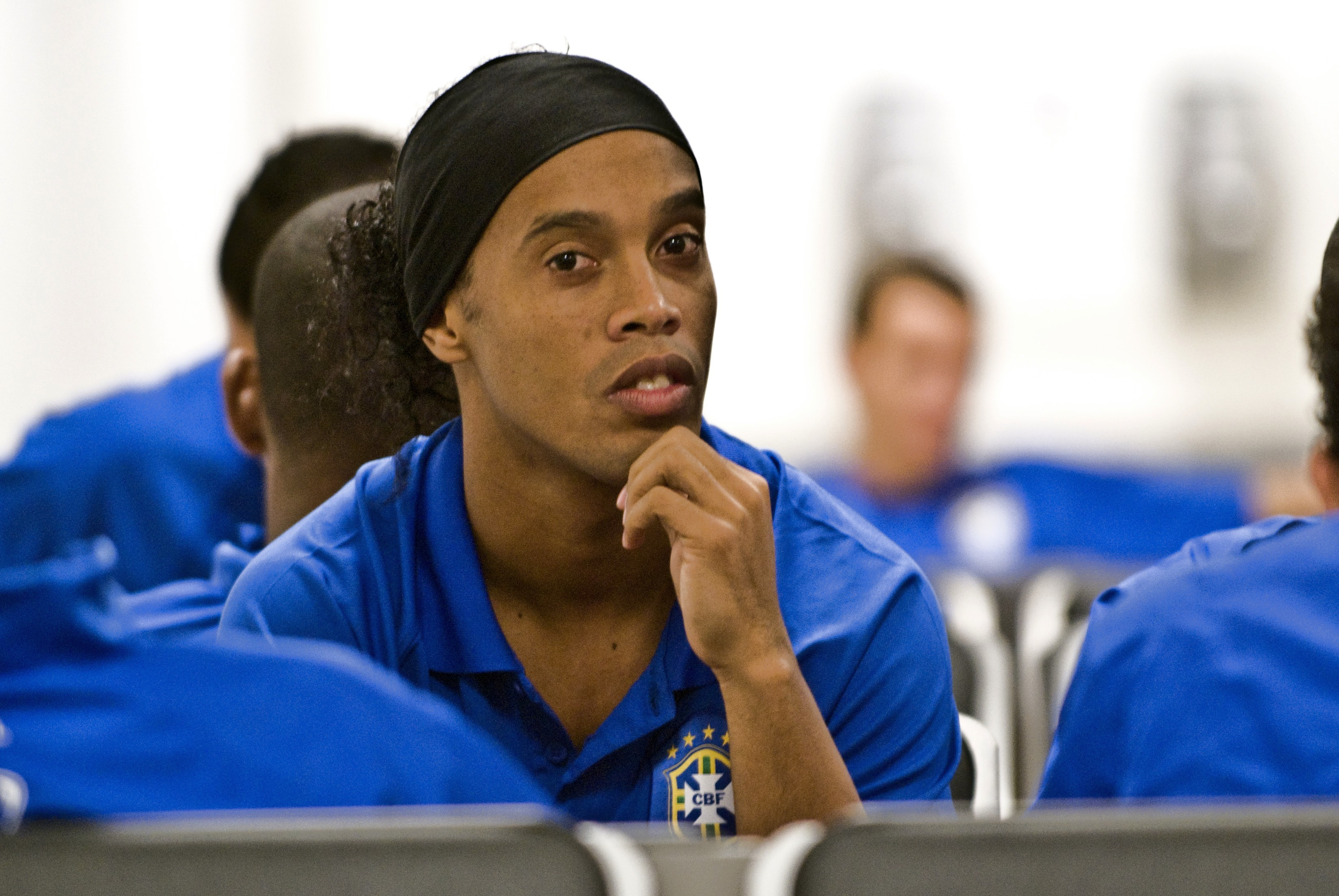
Ronaldinho, coéquipier de Stéphane Pédron à Paris.

Moins utilisé par Joël Muller, il est prêté au Paris Saint-Germain de Ronaldinho, Gabi Heinze et Luis Fernandez lors de l'hiver 2003 alors que l'équipe est à la peine et fait face à de nombreuses blessures. Il ne manque aucun match, indiscutable sur l'aile gauche du milieu parisien. Il marque un but mémorable de l'extérieur du pied gauche au Parc des Princes contre Sedan lors d'une victoire du PSG 2-0. 
De façon surprenante, il n'hésite pas après son passage parisien à retourner en Ligue 2, au Football Club de Lorient, où Christian Gourcuff vient de faire son retour. Il finit par retrouver l'élite en 2006. Peu utilisé pour son retour en L1, il arrête naturellement sa carrière au terme de sa dernière année de contrat.

### Après-carrière
Il intègre le staff technique de l'équipe professionnelle du FC Lorient lors de la saison 2007-2008, passant son BE1 en parallèle. À partir de 2009, il est, avec Christophe Le Roux et Ramón Ramírez, un des superviseurs du club au sein de la cellule de recrutement. Sa mission concerne essentiellement les professionnels dans un premier temps, et s'étend aux jeunes joueurs à partir de 2015.
En 2002, les supporters lavallois l'élisent dans le onze du siècle du club mayennais. En avril 2014, France Football le classe à la 44e place des meilleurs joueurs bretons. En 2020 les internautes du Télégramme le désignent dans l'équipe type du XXe siècle au FC Lorient. En 2022, le magazine So Foot le classe dans le top 1000 des meilleurs joueurs du championnat de France, à la 729e place.

## Statistiques
Total :
- 227 matchs de D2, 32 buts
- 160 matchs de D1, 23 buts

## Palmarès

### En club

#### Stade lavallois
- Demi-finaliste de la Coupe de France en 1997

#### FC Lorient
- Vice-Champion de France de Division 2 en 1998
- Troisième de Ligue 2 en 2006

#### RC Lens
- Vice-Champion de France de Division 1 en 2002

#### Paris SG
- Finaliste de la Coupe de France en 2003

## Distinctions personnelles
- Nommé dans l'équipe type de Division 1 en 2002 aux Oscars du football.
- Nommé dans l'équipe type de Division 2 en 1998 aux Oscars du football[18].
- Meilleur joueur de Division 2 en 1998